# The River Sessions
The River Sessions je koncertní album anglické progresivně rockové skupiny Magnum, vydané v roce 2004.

## Seznam skladeb
Všechny skladby napsal(i) Tony Clarkin. 
| Pořadí | Název                    | Délka |
| ------ | ------------------------ | ----- |
| 1.     | Before First Light       |       |
| 2.     | The Spirit               |       |
| 3.     | All England’s Eyes       |       |
| 4.     | The Light Burned Out     |       |
| 5.     | Endless Love             |       |
| 6.     | How Far Jerusalem        |       |
| 7.     | On a Storyteller’s Night |       |
| 8.     | The Prize                |       |
| 9.     | Les Mort Dansant         |       |
| 10.    | Just Like an Arrow       |       |
| 11.    | Two Hearts               |       |
| 12.    | Soldier of the Line      |       |
| 13.    | Changes                  |       |
| 14.    | Kingdom of Madness       |       |
| 15.    | Sacred Hour              |       |
| 16.    | The Last Dance           |       |

## Sestava
- Tony Clarkin – kytara
- Bob Catley – zpěv
- Wally Lowe – baskytara
- Mark Stanway – klávesy
- Mickey Barker – bicí